# Teatro Nuovo (Neapol)
Teatro Nuovo (Nové divadlo) v Neapoli bylo postaveno v roce 1723 architektem a designérem Domenicem Antoniem Vaccarem na objednávku divadelních impresáriů Giacinta (nebo Giacoma) de Laurentiis a Angela Carasale. Nacházelo se v samém srdci španělské čtvrti na Via Montecalvario. Architekt měl k dispozici velmi omezený prostor, přesto se mu podařilo vybudovat divadlo pro cca 1000 návštěvníků. Divadlo mělo klasický tvar podkovy, bylo rozděleno do pěti úrovní a v každé z nich bylo třináct lóží.
První představení se konalo 4. září 1723. Byla jím opera Antonia Orefice La Locinna. V divadle byly uváděny zejména komické opery. Premiéru zde měla nejúspěšnější díla skladatelů Domenica Cimarosy, Picciniho, Giovanni Paisiella a dalších.
V noci z 20. února 1861 divadlo zcela vyhořelo. Byl obnoveno podle plánů architekta Ulisse Rizzi, který byl jeho spolumajitelem. Do provozu bylo znovu uvedeno v roce 1864. Hrály se zde nejen opery, ale sloužilo i činohře. Premiéru zde měla i díla slavného italského dramatika Eduarda De Filippa.
12. ledna 1935 divadlo znovu do základů vyhořelo a teprve v roce 1985 bylo na tomto místě postaveno nové divadlo, které nese historický název Teatro nuovo.